# Ernst Bauer (Basketballfunktionär)
Ernst Bauer (* 1926; † 14. April 2005 in Bad Kreuznach) war ein deutscher Basketballfunktionär. Er gilt als Pionier des deutschen Basketballsports.

## Laufbahn
Bauer wurde am Bad Kreuznacher Hindenburg-Gymnasium von Sportlehrer und Basketballvorreiter Hermann Niebuhr für die Sportart begeistert. Während des Zweiten Weltkrieges wurde Bauer im Alter von 17 Jahren zum Reichsarbeitsdienst eingezogen, ab 1944 war er Marinesoldat, geriet kurz vor dem Ende des Krieges in Gefangenschaft, im September 1945 konnte er nach Bad Kreuznach zurückkehren. Er spielte beim VfL 1848 Bad Kreuznach, 1947 wohnte Bauer in Roßdorf der Gründung der „Gesellschaft zur Förderung des Basketballs“, des Vorläufers des Deutschen Basketball-Bundes (DBB) bei.
1946 nahm Bauer an der Johannes-Gutenberg-Universität Mainz ein Studium im Fach Chemie auf. An der Hochschule brachte er Kommilitonen den Basketballsport nahe, leitete Übungseinheiten, spielte selbst und war als Schiedsrichter tätig. Als Spieler gelang ihm der Sprung in die Studentennationalmannschaft, für die er sechs Länderspiele bestritt.
Von 1947 bis 1940 leitete Bauer die Basketballabteilung des VfL Bad Kreuznach. Am 1. Juni 1949 übernahm Bauer von Günther Steiger das Amt des Vorsitzenden des am 1. Mai desselben Jahres gegründeten „Fachamtes Basketball des Sportbundes Rheinland“. Ende August 1949 wurde Bauer bei der Gründungsversammlung des „Südwestdeutschen Basketballverband im Sportverband Rheinland“ zum Vorsitzenden gewählt. Ende Oktober 1950 folgte die Umbenennung des Verbandes in Basketball-Verband Rheinland-Pfalz (BVRP), Bauer blieb auch nach der Namensänderung im Amt des Vorsitzenden. Bis 1953 führte er die Geschicke des BVRP als Vorsitzender und gehörte am 1. Oktober 1949 in Düsseldorf zu den Gründungsmitgliedern des Deutschen Basketball-Bundes. Beim DBB war er in darauffolgenden Jahren als Jugendwart tätig und gehörte als Beisitzer dem DBB-Rechtsausschuss an.
Ende Juli/Anfang August 1951 leitete Bauer die Austragung eines internationalen Jugendtreffens. Im Rahmen dieser Veranstaltung wurden auch die deutschen Basketballmeisterschaften der Mädchen veranstaltet, die Mädchen seines Vereins, des VfL Bad Kreuznach, gewannen den Titel. Er nahm an Auslandsreisen nach Frankreich und Italien teil, wo es zu Basketballfreundschaftsspielen von Studentenmannschaften kam, und organisierte für die Mainzer Studentenauswahl Reisen in die Schweiz, nach Spanien sowie Frankreich, um sich dort mit Mannschaften in Freundschaftsspielen zu messen.
Er schloss sein Studium als Doktor der Chemie ab, war anschließend zwei Jahre am Institut für Organische Chemie der Johannes-Gutenberg-Universität tätig, ehe er eine Stelle beim BASF-Konzern in Ludwigshafen annahm und somit Mainz verließ, wo entscheidend an der Ausbreitung des Basketballsports beteiligt gewesen war. Mit seinem Umzug nach Ludwigshafen schloss er sich dem USC Heidelberg an, war dort zunächst als Spieler tätig, später dann auch als Trainer der USC-Herren und der USC-Damen. In den Jahren 1965 und 1966 hatte Bauer das Amt des Leiters der USC-Basketballabteilung inne. Mit der Altherrenmannschaft Heidelbergs wurde Bauer deutscher Meister in der Wettkampfklasse Senioren II.
1968 kehrte er nach Bad Kreuznach zurück, bereits ein Jahr zuvor gewann er mit der Mannschaft des VfL die deutsche Meisterschaft in der Klasse Senioren III. 1968 und 1969 wurde der Erfolg jeweils wiederholt. In der Saison 1970/71 betreute er die Bad Kreuznacher Herrenmannschaft während der Spiele in Zusammenarbeit mit Spielertrainer Rudolf Anheuser als Trainer. Ab 1975 hatte er dieses Amt erneut inne und zwar bis 1978 in Zusammenarbeit mit Manfred Schitthof als Spielertrainer.
Im Rahmen der Feierlichkeiten vom 50-jährigen Jubiläum der Basketballabteilung des VfL Bad Kreuznach, die Bauer mitgestaltet hatte, wurde ihm die Goldene Ehrennadel des Deutschen Basketball Bundes verliehen. Später engagierte er sich für Basketball-Seniorenwettspiele und -bewerbe und spielte auch in fortgeschrittenem Alter nach wie vor selbst Basketball.
Bauer starb am 14. April 2005 in Bad Kreuznach, im Nachruf des Deutschen Basketball-Bundes hieß es, der deutsche Basketball habe einen seiner Pioniere verloren.